# Angra C
Angra C é um sítio arqueológico subaquático integrante do Parque Arqueológico Subaquático da Baía de Angra do Heroísmo, na Ilha Terceira, nos Açores.
O sítio corresponde ao naufrágio de uma embarcação na baía de Angra do Heroísmo, identificado em 1996, quando do desenvolvimento de trabalhos de prospecção para a Avaliação de Impacto Arqueológico, para o projecto de construção da Marina de Angra do Heroísmo.
Encontrava-se a uma profundidade média que rondava os sete metros, sob uma camada de sedimentos com mais de um metro de espessura, a cerca de 120 metros a sul do cais da Alfândega. Caracterizava-se por um conjunto coeso de elementos de madeira de grandes dimensões, orientados no sentido NE-SW, ao longo de uma mancha com as dimensões máximas de cerca 14,75 metros de comprimento por 6 metros de largura, correspondendo a uma superfície de cerca de 90 metros quadrados.
Em 1998 tiveram lugar os trabalhos de escavação do sítio, com a transladação do material resgatado para uma área da baía fora do alcance das obras da marina. Aqui, as madeiras da embarcação encontram-se protegidas sob sacos de areia. Estima-se que a embarcação tivesse dimensões aproximadas de cerca de 13,5 metros de comprimento por 5,5 metros de largura, tendo sido recuperados partes do cavername, da quilha e do forro exterior. Este último apresenta como característica construtiva uma dupla camada, com cavilhagem de madeira, o que indicará tratar-se de uma embarcação originária da Europa do Norte, possivelmente dos finais do século XVII.
Foram recolhidos ainda diversos artefactos, no total de 144 lotes, onde se destacam um caldeirão em bronze e um cachimbo de caulino.